# Lausiger Teiche und Ausreißer-Teich
Koordinaten: 51° 40′ 57″ N, 12° 47′ 53″ O
Die Lausiger Teiche und Ausreißer-Teich sind ein Naturschutzgebiet in der Stadt Bad Schmiedeberg im Landkreis Wittenberg in Sachsen-Anhalt.
Das Naturschutzgebiet mit dem Kennzeichen NSG 0130 ist 54,6 Hektar groß. Es ist vollständig Bestandteil des FFH-Gebietes „Lausiger Teiche und Ausreißer-Teich östlich Bad Schmiedeberg“ und vom Landschaftsschutzgebiet „Dübener Heide“ umgeben. Das Gebiet steht seit 1939 unter Schutz (Datum der Verordnung: 17. April 1939). Es hatte zunächst eine Größe von 94,9 Hektar. Zuständige untere Naturschutzbehörde ist der Landkreis Wittenberg.
Das aus zwei Teilflächen bestehende Naturschutzgebiet liegt östlich von Bad Schmiedeberg im Naturpark Dübener Heide. Es stellt einen Teil des Großen Lausiger Teichs, den Kleinen Lausiger Teich sowie den etwa einen Kilometer südlich liegenden Ausreißer-Teich und deren Uferbereiche und angrenzende Flächen unter Schutz. Die Teiche wurden im Mittelalter angelegt und für die Fischzucht genutzt. Die Teiche werden über Gräben aus der Dübener Heide gespeist und über weitere Gräben in Richtung Elbe entwässert.
Die Teiche verfügen über ausgeprägte Schwimmblatt- und Wasservegetation mit Südlichem Wasserschlauch und Wasserfeder. Insbesondere im Ausreißer-Teich bildet die Schwimmblattvegetation größere Bestände. Hier siedeln Weiße Seerose, Froschbiss, Kleine Wasserlinse, Schwimmendes Laichkraut und Gewöhnlicher Wasserhahnenfuß. Die Uferbereiche werden insbesondere am Südufer des Großen und des Kleinen Lausiger Teichs von Röhrichten mit Schilfrohr, Schmalblättrigem Rohrkolben und Teichbinsen eingenommen. In den Verlandungszonen am Südufer des Ausreißer-Teichs und des Kleinen Lausiger Teichs sowie in den Buchten am Nordwestufer des Großen Lausiger Teichs entwickeln sich Zwischenmoorgesellschaften mit Grausegge, Hundsstraußgras, Schmalblättrigem Wollgras, Gewöhnlicher Wassernabel, Flatterbinse, Sumpfblutauge und Torfmoos-Teppichen. Kleinflächig siedelt Steifseggenried mit Blasensegge, Schnabelsegge, Sumpfhaarstrang und Sumpfschwertlilie. Am Südostufer des Kleinen Lausiger Teichs stockt ein Walzenseggen-Erlenbruch mit Sumpfhaarstrang, Bitterem Schaumkraut und Sumpffarn. Weitere umfangreiche Erlenbestände stocken auch am Süd- und Westufer des Großen Lausiger Teichs. Daran schließen sich aus Waldkiefer, Hängebirke und Stieleiche gebildete Kiefernforste und Preiselbeer-Eichenwälder an, deren Krautschicht aus Pfeifengras und Waldzwenke gebildet wird.
Das Naturschutzgebiet hat große Bedeutung für Wasservögel und Amphibien. So leben hier u. a. Haubentaucher, Zwergtaucher, Tafelente und Höckerschwan. Weitere Vogelarten im Naturschutzgebiet, welche die Röhrichtzonen als Lebensraum nutzen, sind u. a. Rohrweihe, Drosselrohrsänger und Teichrohrsänger. Gelegentlich nutzt der Seeadler das Teichgebiet als Nahrungsrevier. Amphibien sind insbesondere im Bereich des Kleinen Lausiger Teichs durch Grasfrosch, Moorfrosch, Laubfrosch, Teichfrosch, Erdkröte und Knoblauchkröte vertreten. Das Teichgebiet ist auch Lebensraum zahlreicher Libellenarten. Auch der Elbebiber lebt hier. Die Fischfauna der Teiche wird vom Karpfen bestimmt. Im den Großen und Kleinen Lausiger Teich verbindenden Grabensystem sowie den Zu- und Abflüssen kommen Gründling und Dreistachliger Stichling vor.
Das Naturschutzgebiet grenzt im Norden und Osten an die Landesstraße 129. Ein Teil des Großen Lausiger Teichs und des Ostufers ist aus dem Geltungsbereich der Naturschutzverordnung ausgenommen. Hier befinden sich ein Campingplatz und ein Badestrand. Ansonsten grenzt das Naturschutzgebiet überwiegend an Waldflächen, westlich des Großen Lausiger Teichs auch an Grünland.